# ディーノ・ヴァルス

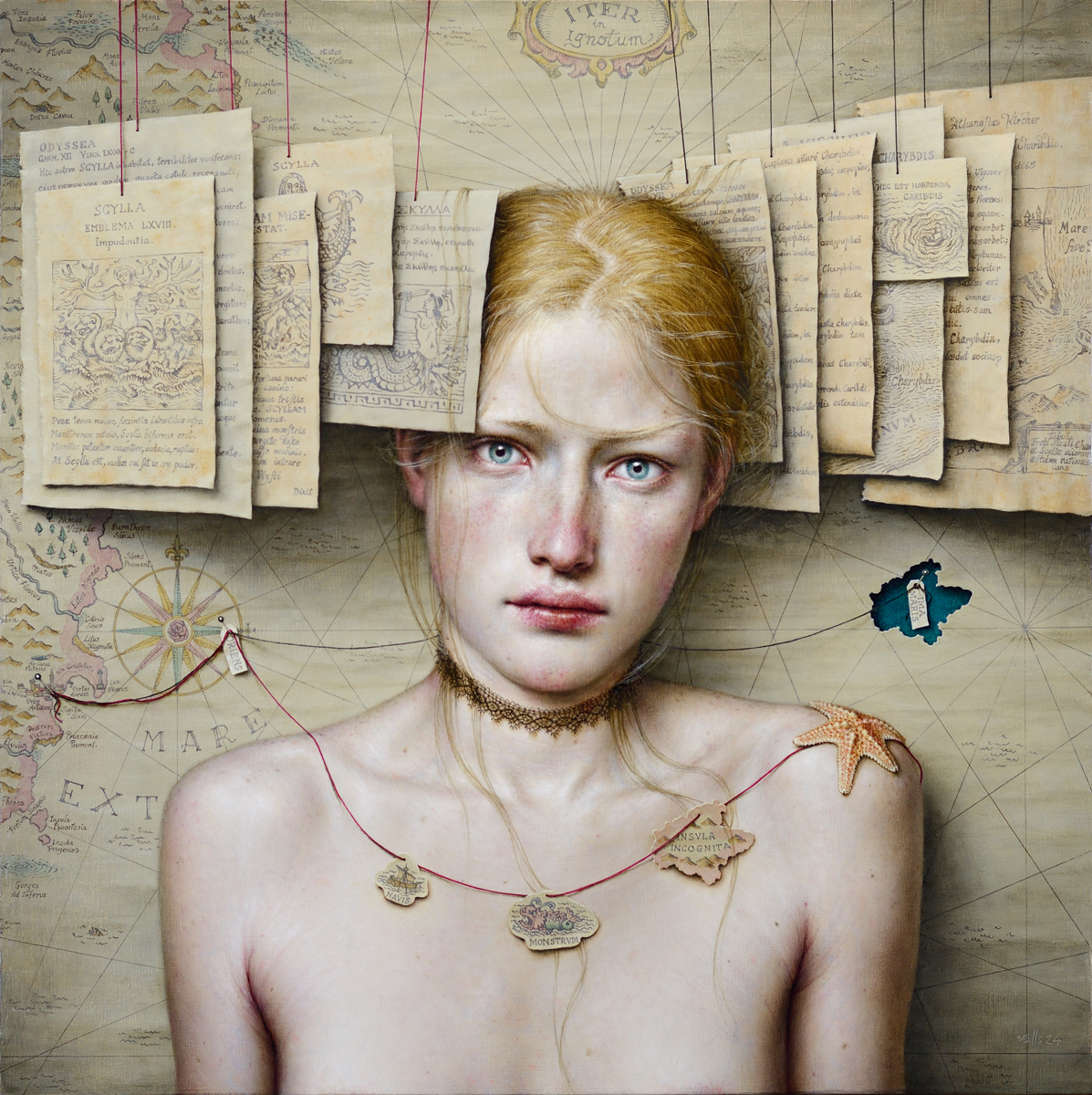
ITER (ディーノ・ヴァルス、パネルに油彩、50 x 50 cm、2024)

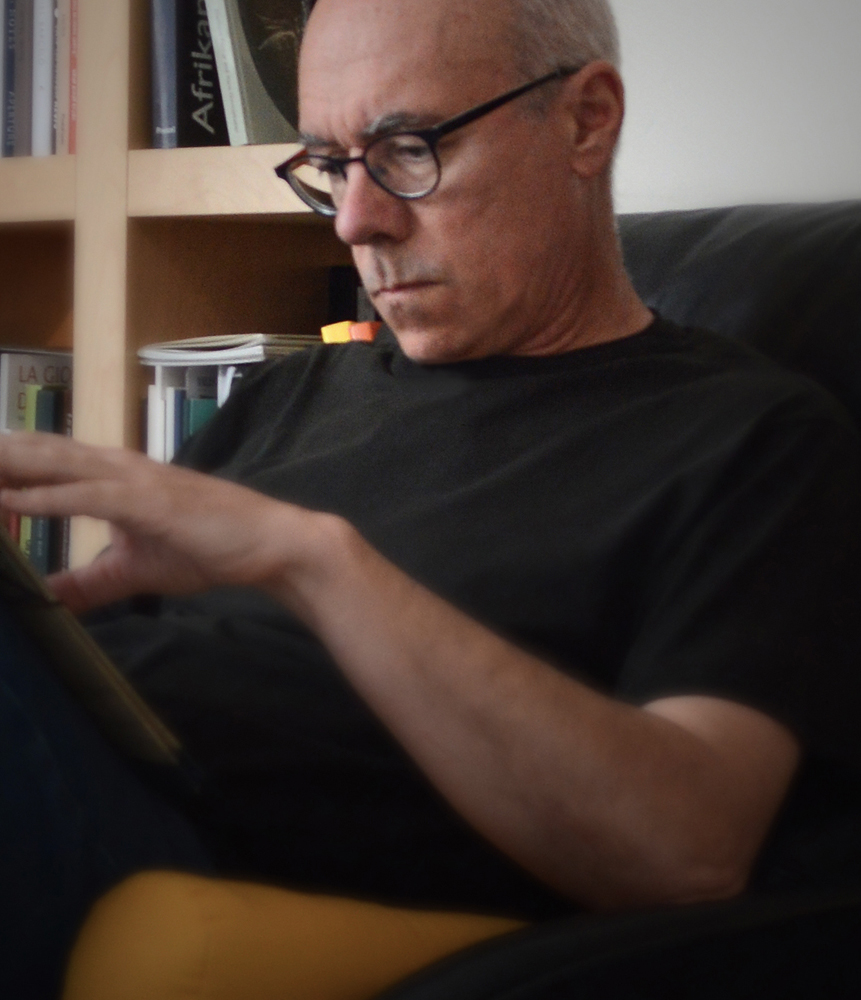
ディーノ・ヴァルス (Dino Valls 2017)

ディーノ・ヴァルス（Dino Valls, 1959年 - ）は、スペインの画家、サラゴサで生まれ。幼少期から絵を描いており、サラゴサ大学では医学を専攻し、学位を取得した。国際的な美術展に出品しており、ヨーロッパとアメリカ合衆国で個展を行った。